# 雛田悠那
雛田 悠那（ひなた ゆうな、年齢非公開）は、日本の女性アイドル、シンガーソングライター。冥王星生まれ、福岡県出身、東京都在住。身長165cm。イメージカラーは赤。

## 経歴
- 2016年のデビュー以来、シンガーソングライターアイドル、ファッションモデル、声優としてマルチに活動中。
- 2020年12月に、アルバム制作のためにクラウドファンディングを実施し、目標額を達成した。
- ファッションモデルとして、「関西コレクション2018A/W」へ出演。
- 宮藤あどねプロデュース、SHOWROOM写真集オーディション[1]にて、2位を獲得し、コラボ写真集｢triangulo｣を発売。
- グラ☆スタ！より発売された写真集で、Yahoo!ショッピング タレント(女性)写真集、デイリー売れ筋ランキング＜1位＞獲得
- 2018年12月11日までは、「悠那」名義で芸能活動を行っていた。

## 人物
- 家族は、両親と妹。
- 福岡県の高校音楽科ピアノ専攻に在籍し、卒業後に上京。東京都内の音楽大学ピアノ専攻を卒業。
- ピアニストを目指していたが、音大在学中ピアノが嫌になり、歌が好きだったので、歌手を志すようになった。
- 趣味：読書、アニメ鑑賞
- 性格：根暗で人見知り、人前に立つことが苦手。そのような性格から、「顔を出しての活動はしたくなかった」という話もある。
- 好きなアーティスト：水樹奈々、ハロー!プロジェクト、モーニング娘。、中森明菜
- 好きな作家：重松清、東野圭吾
- 好きな作曲家：バッハ、スクリャービン
- 座右の銘：「いつも感謝を忘れずに」
- 中学校・高校の音楽の教員免許を取得している。
- 料理が破滅的に下手。
- 漢字が苦手で、漢検4級以上は分からないからないことが多い。自称漢検3級である。また掛け算も苦手で、特に苦手とするのは7の段。
- 見たいアニメが多すぎて、倍速再生している。
- 口癖は「うっさいわ」　下記配信アプリ内で、ファンから弄られた際の決まり文句からきている。
- SHOWROOMにて配信を行なっており、ファンから39歳と言われている。本人曰く15歳の高校1年生。
- 配信内での自己紹介の際、最後に萌えポーズなのか雑巾絞りポーズなのか、それとも逆上がりポーズなのか分からないポーズと共に「キュンキュン♡」ではなく、「キュッキュッ♡」という。
- 配信内で歌う曲は中森明菜の曲がほとんどではあるが、AKB48グループ・坂道グループの曲も少し歌える。
- 上記性格の通り、顔を出したくなかったため、2020年秋頃に配信をバーチャルに変えようかなとも話していた。現在も顔出ししている。

## 作品

### 写真集
- フォトブック（2019年、グラ☆スタ！）
- 写真集｢triangulo｣（2020年、宮藤あどね[2]プロデュースブランド｢REQXEEN｣）

### 雑誌
- ｢Fuku-st｣4月号（2020年4月）- メインモデル

### ウェブ雑誌
- 「vintage brand shop LILLE KRONE」（2018年）
- 「SHe」秋冬特集（2018年）

### CD
- アルバム「朝な夕な」 -（2021年7月25日）[3]

### 楽曲
- 1stシングル「またね...」
- 「残したカタログ」
- 「バカにしないで」
- 「黎明-reimei-」
- 「打ち上げ花火」
- 「強がりセンセーション」

### 声優CD
- ボイスドラマCD「恋煩い探偵社」（2018年、劇団コンシール） - 黎明役、オープニング歌唱

## 出演

### テレビ
- 「イクゼ、バンド天国！！」（BS-TBS、2017年）
- 「#ハイ_ポール」内コーナー「神の間」（フジテレビ、2017年）
- 「金曜日のゆうわく（琉球放送、2017年）
- 「沖縄BON!!｣（琉球放送、2017年）
- 「ダイヤモンド☆コレクション」（千葉テレビ、2020年）

### ファッションショー
- プラチナムプロダクション主催「Shibuya Star Fes2018」（2018年）
- 「KANSAI COLLECTION 2018 AUTUMN & WINTER」（2018年）
- フリーマガジン美toBE（2018年）

### ラジオ
- 「嘉 大雅のサンデーマグネット」（RBCラジオ、2017年）
- 「MUSIC SHOWER Plus+」（RBCiラジオ、2017年）
- 「For PM」（エフエム沖縄、2017年）
- 「いがらむのMusic ship」アシスタントMC（RainbowtownFM、2018年）
- 「Mune’s キッチン」（FMラヂオつくば、2018年）
- 「∞～infinity～ Friday」7月度メインパーソナリティー（I&U-LalaFM、2018年）
- 「渋谷アイドル大学経済学部」（渋谷クロスFM、2018年）
- 「アーティスト応援部」（渋谷クロスFM、2019年）
- 「ラジオてんこもり」（ピテラジ、2019年）
- 「めっちゃ！よきラジ」（渋谷クロスFM、2020年）
- 「アーティスト応援部」（渋谷クロスFM、2021年）